# Steinriegellandschaft zwischen Weikersheim und Elpersheim

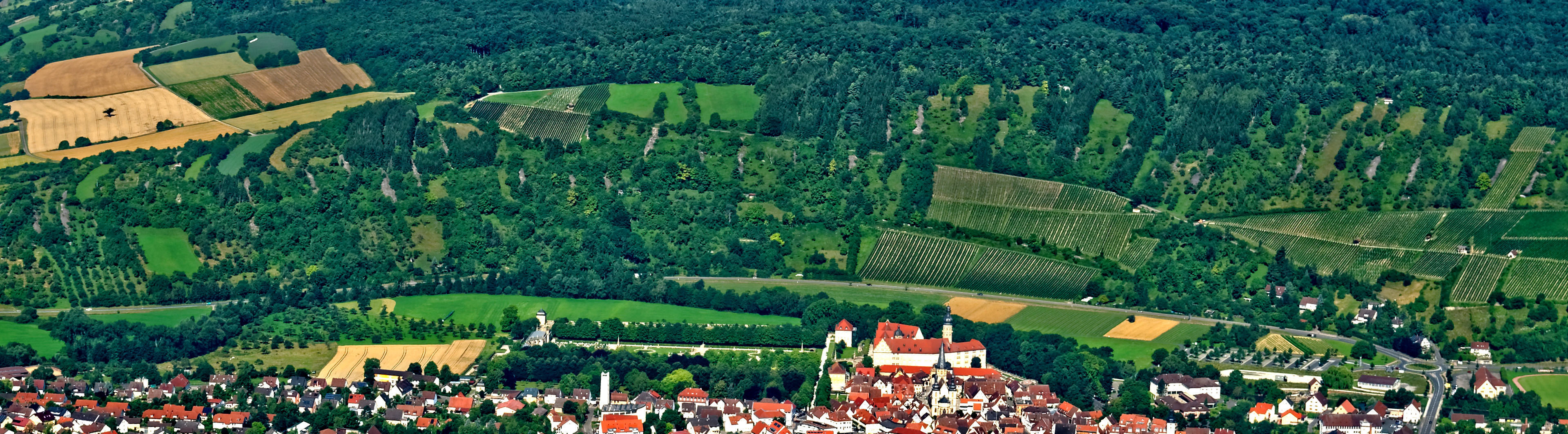
Blick über Weikersheim auf die Steinriegellandschaft.

Steinriegellandschaft zwischen Weikersheim und Elpersheim ist ein Naturschutzgebiet auf den Gemarkungen der Stadt Weikersheim und deren Stadtteil Elpersheim im Main-Tauber-Kreis in Baden-Württemberg.

## Geschichte
Durch Verordnung des Regierungspräsidiums Stuttgart über das Naturschutzgebiet Steinriegellandschaft zwischen Weikersheim und Elpersheim vom 28. Dezember 1995 wurde ein Schutzgebiet mit 77,3 Hektar ausgewiesen.

## Schutzzweck
„Schutzzweck ist:
- der Erhalt eines für das Tauberland typischen Steinriegelhanges als landschaftsprägendes Element und kulturhistorisches Zeugnis einer jahrhundertealten Nutzungsart,
- der Erhalt eines vielfältigen Strukturmusters, bestehend vor allem aus extensiv genutzten Wiesen, Streuobstwiesen, Steinriegeln, Hecken, Bäumen, Heideflächen, Wald- und Gebüschzonen als Lebensraum für zahlreiche charakteristische Tier- und Pflanzengesellschaften mit teilweise stark gefährdeten Arten,
- der Erhalt der Steinriegel unterschiedlicher Größe und unterschiedlichen Umfangs mit verschiedenen Pflanzengesellschaften unterschiedlicher Sukzessionsstadien und der jeweils dazugehörenden Fauna aus wissenschaftlichen Gründen,
- der Erhalt des wesentlich zur barocken Gartenanlage des Schlosses Weikersheim gehörenden Landschaftsensembles“ (LUBW).[2]